# Báthory-szobor (Salgótarján)
Báthory István (1533-1586) erdélyi fejedelem és lengyel király Salgótarjánban álló, 1933-ban felavatott és később rekonstruált kőszobra, mely az első köztéri Báthory-szobor Magyarországon. A mű Lengyelország és Magyarország egységére, valamint a békés revízió programjára kívánt emlékeztetni.

## Története

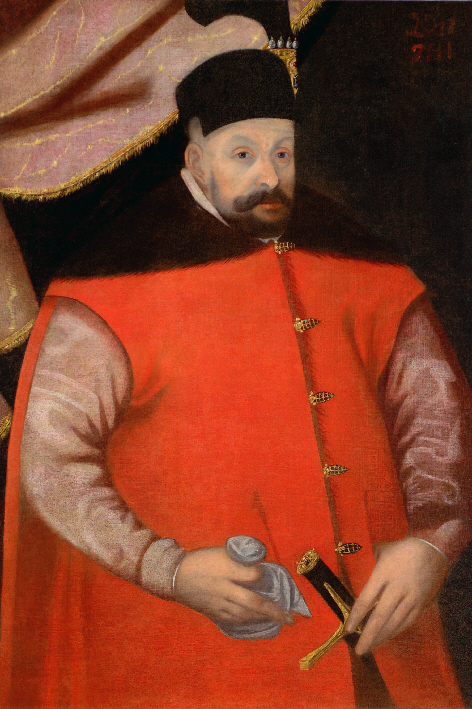
Martin Kober: Stephen Báthory (1583)

Báthory István születésének 400. évfordulóját 1933-ban ünnepelték. A magyarországi lengyel szervezetek 1931-től számos megemlékezést készítettek elő annak érdekében, hogy politikai, üzleti és kulturális téren még inkább elmélyítsék a lengyel-magyar kapcsolatokat. Az előkészítő munkákról Stanisław Łepkowski lengyel követet is tájékoztatták.
A szervezésben különösen a Miklóssi Ferdinánd Leó egyesületi elnök vezette Magyar–Lengyel Egyesület járt az élen, mely megalakítva a Báthory István Emlékbizottságot, több köztéri képzőművészeti alkotás felállítását is célul tűzte. 1933-ban Báthory-reliefjével díszített emléktáblát helyeztek el a nyírbátori református templom falán, amit Pankotai Farkas Béla szobrász készített. Tervbe vették egy budapesti szobor felállítását is, ami késve 1936-ra, Báthory halálának 350. évfordulója elkészült ugyan, de a szervezetek közötti ellentétek, majd a második világháború miatt csak 1958-ban, Zuglóban került felállításra. Határidőre elkészült és fel is avatták ugyanakkor a salgótarjáni szobrot. A szoborállítás helyszínét az indokolta, hogy itt működött a Báthory István honvéd kerékpáros zászlóalj parancsnoksága, amely Báthory krakkói érckoporsójának egy darabját őrizte. Az ereklyét 1933 júliusában adományozta Magyarországnak a krakkói érsek, akkor, amikor a Wawelban zarándokcsoport járt az évforduló kapcsán.
Az Emlékbizottság elnöke, Lukács György nyugalmazott kultuszminiszter 1932 augusztusában kérte fel Salgótarján polgármesterét, Förster Kálmánt, hogy legyen a helyi ünnepségsorozat felelőse. A tarjáni szoborállítás ötlete a polgármestertől származik. A szobrot Bóna Kovács Károly helyi szobrászművész készítette, ünnepélyes felállítására 1933. november 5-én került sor a honvédlaktanya előtti téren. Hetven évvel az avatás után a megkopott szobrot Erdei Sándor újrafaragta, a régi alkotást pedig ideiglenesen Baglyasalján helyezték el a helyi szoborparkban. Később restaurálták és visszahelyezték az eredeti helyére, a másolatot pedig 2014-ben Salgótarján testvérvárosának, Gliwicének adományozták.

## Leírása
A szobor két méter magas, fagyálló, fehéres siroki kőből készült. A szobrász az uralkodót nyugodt, méltóságteljes pózban mutatja, aki hosszú, bokáig érő köntöst és fején forgós kucsmát visel, kezében pedig címeres pajzsot tart. A mű előképe Martin Kober 1583-ban készült egész alakos olajképe, Báthory István miniatűr viaszportréja és pecsétnyomata volt. A szobor költsége a talapzat nélkül 900 pengő volt, a szobrász aranyozott betűkkel márványtáblát is készített hozzá.

## Külső hivatkozások
- Báthory-szobor (Salgótarján-Baglyasalja) kozterkep.hu
- Felavatták a salgótarjáni Báthory-szobor másolatát a lengyelországi Gliwicében nosza.info